# Ortnamn i Blekinge
Ortnamn i Blekinge kan, liksom de andra svenska ortnamnen, delas upp i naturnamn och kulturnamn. Kulturnamnen är ofta bebyggelsenamn med  efterled där bebyggelsen beskrivs, såsom -by i Lörby, -torp och som i Boddestorp.
Vissa ortnamn är speciella för Blekinge och delar av omgivande landskap. Exempel på detta är namn som har efterleden -måla och -ryd. Ortnamnen i Blekinge är, som i alla andra landskap i Sverige, dels osammansatta ortnamn och dels sammansatta. I Blekinge finns det, till skillnad mot i många andra landskap, endast ett fåtal osammansatta ortnamn. Av enstaviga ortnamn kan nämnas Tving och Torp och av tvåstaviga till exempel Boa, Hyltan och Norje. De allra flesta av de sammansatta ortnamnen har två ordled, förled och efterled, som till exempel Karlshamn och Spjutsbygd, men det finns också namn med tre ordled, som Fridlevstad. 

## Definition av begreppet ortnamn
Ortnamn eller toponymer är namn på geografiska företeelser och ortnamnen kan delas upp i bebyggelsenamn och naturnamn. 
En språkvetenskaplig definition är att "ett ortnamn är ett språkligt uttryck som i en viss namnbrukarkrets är knutet till en bestämd plats".

## Ortnamnskategorier
Alla ortnamn delas upp i två huvudkategorier: naturnamn och kulturnamn. Kulturnamnen kan indelas tre kategorier: ägonamn, bebyggelsenamn och namn på artefakter. 
Naturnamn är namn på vattendrag, sjöar, skogar o.s.v. Ägonamn är namn på mark som används för jordbruk och boskapsskötsel, till exempel åkrar, ängar och hagar. Bebyggelsenamn är namn på tätorter, byar, gårdar, bygder med mera. Artefaktnamn är namn på broar, hamnar, gruvor, gravhögar m.m. Bebyggelsenamn kan vara primära eller sekundära. Primära bebyggelsenamn avser bebyggelse redan från början, till exempel de som slutar på -by eller -torp (som Rödeby och Gängletorp). Sekundära bebyggelsenamn har inte från början betecknat bebyggelse, utan har ursprungligen varit naturnamn, ägonamn eller artefaktnamn. Exempel på sådana ortnamn i Blekinge är Drottningskär, Matvik, Nogersund med flera.

## Geografisk fördelning av ortnamnen
I kustbygden är ortnamnen oftast terrängbetecknande, som Fågelmara, Hällevik, Sturkö och Väbynäs. I jordbruksbygden finns några förhistoriska typer av bebyggelsenamn, som Hasselstad och Silpinge. Men vanligare är namnen på -by, som Listerby och Väby. Yngre är namnen på -rum, som Asarum och Augerum i slutet av vikingatiden och början av medeltiden. Under denna tid utgick en kraftig expansion av bebyggelsen från kustbygden mot de inre delarna av landskapet, där man började nyodla jord. Därför har ortnamnen i de mer perifera delarna av jordbruksbygden och i södra delen av skogsbygden efterleden -torp och -ryd. Under århundradena mellan 1200 och 1500 uppkom nyodling och bebyggelse även i de nordligare skogstrakterna, och då uppstod de många namnen på -boda, -hult, och -måla. Nordgränsen för torp-namnen sammanfaller ganska väl med sydgränsen för måla-namnen.

## Ortnamnet Karlskrona
Karlskrona (Carls Crona 1679) anlades 1680 av Karl XI. Av denne fick staden förledet Karl-, och efterledet -krona tillades efter mönster av den äldre staden Landskrona, som i sin tur hade fått sitt efterled efter tyska förebilder. 

## Typiska ortnamnsefterled i Blekinge

### Ortnamnsförled med trädanknytning
- Asp- finns i Aspö.
- Björk- finns i Björkholmen.
- Bok- finns i omljudd form i Bökemåla.
- Hassel- finns i Hasslö.
- Gran- finns som omljudd form i Gränum.

### Ortnamnsefterled som betecknar bebyggelse

boda

- -arp I Blekinge (liksom i Skåne och Småland) har en del -torpnamn kommit att få sitt efterled förkortat till -arp. Dessa namn förekommer i Blekinge i den södra delen av de västliga häradena Listers härad och Bräkne härad. Exempel: Froarp, Tararp och Tostarp.[10]
- -boda är en böjningsform av bod '(förvarings)-bod' och förekommer mest i Blekinges skogsbygder, exempelvis Bräkneboda, Eringsboda och Tulseboda. Några -boda finns också vid kusten, som Kuggeboda och Sibbeboda.

hult

- -by har ursprungligen sannolikt betytt 'boplats, bebyggelse' som den senare betydelsen 'gård, by' har utvecklats från. I södra delen av Blekinge finns bland annat Mjällby, Nättraby och Ronneby.
- -göl betyder 'liten djup sjö i skogs- eller myrmark'. Som bebyggelsenamn är det namn på bebyggelse vid en göl. Exempel: Bökegöl Gåragöl och Nävragöl.
- -hult är ursprungligen ett naturnamn, och betyder 'liten skog, skogsdunge'. Detta efterled är mycket vanligt i Blekinges skogsland. Exempel är Kyrkhult, Vilshult och Öljehult.
- -måla är typiskt för Blekinge, men även för Småland och södra Östergötland. Namnen förekommer mest koncentrerat i norra Blekinge, i de delar av landskapet som gränsar till den sydöstra delen av Kronobergs län och till Kalmar län. -måla är släkt med ordet mål 'mått' som betyder 'avgränsat, uppmätt jordstycke’. Det är mycket vanligt att namnen på -måla har ett mansnamn som förled, till exempel Nissamåla. Ett annat vanligt förled är sjönamn, till exempel Allsjömåla. Förleden kan ofta vara redan etablerade bebyggelsenamn. Ett exempel är Bergsmåla i Tvings socken, till bynamnet Berg, en by som var moderbebyggelse till -måla-kolonisationen på detta ställe. I de allra flesta fall är det en gård eller mindre by som har -måla-namn. Exempel: Bromåla Ebbamåla, Hökamåla, Kättilsmåla.

ryd

- -rum betyder 'öppen plats'. Dessa namn är vanligtvis från sen vikingatid och tidig medeltid. De är vanliga i Sveriges sydöstliga kustlandskap: Östergötland, Gotland, Småland, Öland, Blekinge och Skåne. Exempel i Blekinge: Augerum, Asarum, Mörrum och Vekerum.
- -ryd är liksom -hult och -måla ett typiskt ortnamn i Blekinge, liksom i Småland. Betydelsen av -ryd är 'röjning (i skog)'. Namnen förekommer i Blekinges skogstrakter. Exempel på dessa namn är sockennamnen Backaryd, Hällaryd och Åryd.
- -stad förekommer i Blekinge, liksom i övriga Götaland, och i Värmland. I Svealand (utom Värmland), i Jämtland och i sydöstra Norrland skrivs efterledet som -sta.  Den ursprungliga betydelsen av -stad har antagits vara 'plats, ställe', men även andra tolkningar har föreslagits. Namn med efterledet -stad i Blekinge är Edestad, Fridlevstad  och Gärestad.
- -torp finns huvudsakligen i den östra delen av Blekinge och motsvarar det västliga -arp. Betydelsen är 'nybygge, utflyttargård'. De första av dessa namn tillkom under vikingatidens slut. Under högmedeltiden tillkom ännu fler av dem. Exempel: Boddestorp, Gängletorp och Niklastorp.
- -torpet tillkom vanligtvis senare än den obestämda formen -torp. -torpet avser dagsverkstorp, båtsmanstorp med mera. Förledet kunde vara ett djur, Getatorpet, ägarens yrke, som Fiskaretorpet, ägarens härkomst, som Tyskatorpet, med mera.
- -vik förekommer i kustbygden, bland annat som namn på fiskelägen. Exempel: Hällevik, Hörvik och Pukavik.[11]
- -ö förekommer på många ställen i Blekinge skärgård. Utanför Karlskrona finns exempelvis Hasslö och Sturkö. Karlskrona centrum ligger på Trossö.

### Ortnamnsefterled som betecknar småsjöar
- -gyl, -gylet, -göl, -gölen Ordet göl (i västra Blekinge och i nordöstra Skåne gyl) betyder 'liten djup sjö i skogs- eller myrmark'. Som ortnamn är -göl, -gölen mycket vanligt i östra Blekinges skogstrakter, liksom i Småland och södra Östergötland. I västra Blekinge och i Göinge motsvaras -göl, -gölen av -gyl, -gylet. Gränsen mellan gyl och göl bildas (ungefärligt) av Vierydsån. [12]

Exempel för -göl (obestämd form): Högemogöl, Kroksjögöl och Siggagöl. Exempel för -gölen (bestämd form): Brogölen, Repagölen och Trätesgölen. Exempel för -gyl (obesrämd form): Angagyl, Flotagyl, Mörkagyl och Tuvegyl. Exempel för -gylet (bestämd form): Brötagylet, Skinsagylet och Tränegylet. 

### Ortnamnsändelser
-inge är en avledningsändelse och betecknar invånarna på en viss plats, till exempel Grettlinge, Kallinge, Kylinge och Skärpinge.